# Castello di Cenate Sotto
Il castello di Cenate Sotto poi villa Lupi Albini si trova nel territorio di Cenate Sotto, comune situato all'imbocco della val Cavallina, a est di Bergamo.

## Storia
Non vi è documentazione circa la sua edificazione che presumibilmente avvenne tra il X e l'XI secolo forse per volontà di un personaggio dell'antica famiglia dei Da Cenate. Vi è invece citazione in atti negli archivi circa la struttura militare presente nel 1330 e poi nel 1333 ma negli eventi bellici che si sono susseguiti nel medesimo secolo sul territorio non viene mai citato. Risulta infatti che nel 1390 il paese di Cenate fu soggetto a devastazione e depredazione da parte dell'esercito di Gian Galeazzo Visconti, e l'11 settembre del 1393 alcuni guelfi tra cui Alessandro Bonghi, Viviano fu Merino Mascaroni dall'Olmo e Perlino Grumelli bruciarono le abitazioni dei ghibellini di Cenate. Le lotte tra le due fazioni erano molto intense sul territorio di Bergamo. Infatti il 23 marzo 1398 in prossimità di Seriate, furono uccisi quattro contadini delle famiglie ghibelline dei Suardi.
Nel 1414 risulta che il castello fosse l'abitazione della vedova di Enrico Suardi certa Luchina o Lucina Malaspina. Il castello venne visitato nel 1434 da Gianfrancesco Gonzaga quando era abitato da sua nipote nonché moglie di Guglielmo fu Enrico Suardi. Ma nel terzo decennio del Quattrocento numerosi furono gli scontri tra i Visconti e i veneziani sul territorio che arrecarono danni a ogni fortilizio, presumibilmente anche quello di Cenate Sotto. Nel 1441 con la vittoria dei veneziani, i Suardi furono espropriati dei loro beni, tra questi anche il castello di Guglielmo, che fu definito grande soldato e possente partigiano dei Visconti che fu dato a Pellegrino Viti e Giovanni Danza che lo gestirono per un biennio fino al 17 maggio 1442 quando fu dato in premio a Detesalvo Lupi per le sue prestazioni militare al servizio della Serenissima. Proprio per questo viene indicato come Castello Lupi. Ma solo il 9 aprile 1454 con la pace di Lodi, il territorio divenne dominio della Repubblica di Venezia.
Il castello viene citato anche nel 1512, quando il figlio di Detesalvo, Filippo vi si rifugiò con il suo esercito. Il castello era ancora una struttura militare. Il messaggero che era stato mandato dal governatore francese per proporre un incontro, fu ucciso.
Il castello risulta essere della famiglia Lupi almeno fino al XIX secolo, e nel 1819 Lupi-Benaglia mentre nel 1864, l'ala nord passò alla famiglia Tombini. Durante il secondo conflitto mondiale fu residenza della famiglia Albini, essendo stata requisita la loro abitazione in Bergamo dal comando dell'aeronautica tedesco.
Dal 1909 parti del castello denominati come avanzi del Castello Lupi furono assoggettati 
a vincolo dal Ministero della Pubblica Istruzione con articolo 5 della legge 20 giugno. Venne notificato all'allora proprietario Bortolo Tombini il 28 giugno 1914 e soggetto a un ulteriore vincolo il 1º luglio del medesimo anno. Il 23 ottobre 1997 il vincolo fu confermato dal Ministero dei Beni Culturali ed Ambientali, questo comprende non solo il castello ma anche i mappali che lo circondalo.

## Descrizione
L'edificio è stato più volte modificato e ampliato e presenta in alcune sue parti la sua storia.

La struttura è composta da diversi corpi di fabbrica di cui la parte più antica è quella posta a nord. La ristrutturazione del XX secolo ha trasformato parte dell'immobile in appartamenti di civile abitazione.

Della costruzione originale forse risalente già dal X o XI secolo, perché è documentata la presenza nel villaggio di abitazioni costruite con materiali deperibili rimane solo una parte sul lato a nord. Anche la cappella conservata all'interno della struttura dedicata a san Nazario indicherebbe parti risalenti all'XI secolo.
L'antica torre ha le basi di 6.30x6.50 mt. con un profondo spessore murario che indica la sua funzione più militare che abitativa. Ancora visibile l'antica botola di accesso. Da una documentazione risulta che la torre nel 1375 era coperta da un pavione, che serviva a copertura di una probabile terrazza, soluzione che risulta essere presente quale copertura anche in altre strutture torrite della zona. Verso la fine del XIII secolo fu costruito il castello vero e proprio poi inglobato in costruzioni di epoche posteriori. Di questa struttura rimane una feritoia arciera alta ben 56 cm e larga 12 cm. La struttura aveva un'altezza di 8 m serve però considerare che sicuramente il piano terreno era posto a un livello inferiore. Il castello aveva il tetto a capanna a due falde con orientamento est-ovest. Una seconda torre posta a nord-est non più visibile viene più volte indicata nei documenti del XV e XVI secolo, questa viene indicata con il nome di torresello. A testimonianza rimane un affresco conservato nella chiesa di san Nazario.
Alla fine del XIV secolo fu edificata una maggiore fortificazione interna forse per la difficoltà di difesa del maniero, probabilmente era stata edificata come ospizio da Guglielmo Suardi e dal figlio e che era chiamata Rocchetta. Di questa resta un'apertura ad arco ribassato all'altezza di 8 metri. Del V secolo rimane un portale a tutto sesto in sass de la Luna e marmo di Zandobbio e che presenta nella parte superiore tre grandi mensole a triplo rialto probabilmente collegate a caditoie quando il castello risulta essere abitato ancora dalla vedova Suardi. Il castello divenne di proprietà di Detesalvo e dalla divisione degli eredi del 1477 furono edificati nuovi edifici per poter soddisfare le necessità residenziali dei cinque eredi maschi, anche se buona parte di essi non sono più visibili
Il primo piano del castello presenta quattro stanze con soffitto in travi e listelli coprifuga, e una stanza adibita a ingresso con arco ribassato in mattoncini e soffitto ligneo e pareti affrescate. Due stanze hanno aperture ogivali munite di inferriate. La terza stanza conserva parti originali circa del 1470. Il soffitto è ligneo con travetti, barbe e petenelle decorate e listelli con una greca dai colori del blasone di famiglia. La parte sottostante ha una cornice con gli stemmi della famiglia Lupi. Dei due accessi quello a est aveva sostituito un antico camino di cui rimane traccia della canna fumaria, dove è posto lo stemma della famiglia Mazzucconi de Rivola della prima moglie del Detesalvo. La quarta stanza fu modificata nel XVIII secolo per la costruzione della cappella di famiglia sottostante. Successivo al 1514 è la costruzione del porticato che sostituì un ballatoio ligneo. Una delle colonne presenta lo stemma della famiglia Lupi e le iniziali A L.
Nel XVI secolo la proprietà subì un'ulteriore divisione così che ogni erede potesse godere di parte del castello. Fu quindi costruito un nuovo fabbricato posto su due piani, che diede origine alla parte più settentrionale del fabbricato. La prima parte fu la cucina poi diventata lo scalone Seicentesco, la tinaia, e la torretta piccionaia. Di questa parte la cucina conserva l'originale camino. La residenza fu trasformata da castello in abitazione del padrone con la parte per i massari. Del XVII secolo rimangono due importanti restauri che modificarono ulteriormente la struttura. Una nuova ala sul lato nord fu edificata a collegata alle parti più antiche, e la fine del secolo trasformò l'edificio in appartamenti che dovevano essere più comodi e abitabili. A questo periodo si deve la struttura più villa che castello che poi verrà mantenuta. Nel medesimo periodo fu ricostruita la chiesa di San Nazario.
Quando il palazzo fu abitato dal Mario Lupi durante una sua malattia, modificò la struttura con la formazione di un cortile interno e gallerie dove espose quadri di un certo valore, fece dipingere le stanze e le pareti. Fece costruire anche due fontane e una grande scala fino al suo appartamento che era posto al primo piano, con affreschi raffiguranti gli atti coraggiosi compiuti in arme dal primo proprietario del castello Detesalvo Lupi. L'ingresso a sud presenta un porticato a tutto sesto in pietra di Zandobbio con la parte superiore terminante con una cornice marcapiano. La parte superiore ha aperture con archi a tutto sesto, per il piano nobile, mentre il secondo ha aperture terminanti con decorazioni floreali. Tutto l'edificio fu soggetto a un restauro di recupero nel XX secolo che vide un rinnovo delle parti pittoriche. L'intervento si divise in più parti eseguite in periodi differenti. 

### Affreschi
La parte nord del fabbricato conserva gli affreschi più antichi con decorazioni con specchiature e cornici in finta pietra di Sarnico. Alcuni tondi raffiguravano un tempo gli abitanti del castello. Il fregio raffigura un rapace che cattura un agnello. Le pareti presentano lesene raffiguranti sirene. Una sala presenta una cornice completamente affrescata con i simboli e i ritratti dei personaggi della famiglia. 

Lo scalone a nord è completamente affrescato a Trompe-l'œil a tre scomparti. Il riquadro centrale del soffitto raffigura il tempo attraverso un vecchio alato che tiene una giovane donna forse raffigurante la giovinezza. Le pareti presentano altri personaggi tra cui la Medusa e la Perfidia e altri personaggi non sempre di facile identificazione. Il riquadro sud presenta un ciclope con una donna e un soldato in arme che cavalca forse un leone. La raffigurazione è un'allegoria della Ragione che domina la Bestialità dell'uomo. Il riquadro a sud raffigura una giovane donna che tiene un unicorno con tre putti alati.  I riquadri riportano la datazione dell'opera.
L'ala occidentale del palazzo è completamente affrescata. Fu l'ingegnere Luigi Angelini e ritenere che alcune opere siano riprese da cartoni di Antonio Cifrondi. Affreschi sono presenti nella sala del camino